# Binecuvântată fii, închisoare
Binecuvântată fii, închisoare este un film (dramă) românesc realizat de regizorul Nicolae Mărgineanu, în anul 2002.

## Scurtă prezentare
„Binecuvântată fii, închisoare” este un film românesc realizat de regizorul Nicolae Mărgineanu în anul 2002, ecranizare a scrierii cu caracter autobiografic a scriitoarei Nicole Valéry-Grossu „Bénie sois-tu, prison”.

## Sinopsis
Acțiunea se petrece în România din jurul anului 1950, aflată sub influența stalinismului.
24 august 1949: Nicoleta, o tânără intelectuală, este arestată pentru simplul motiv că făcea parte dintr-un partid politic de opoziție și că era nepoata lui Iuliu Maniu.
Este închisă în clădirea numită Malmaison.
Aici este interogată și torturată până la extenuare, dar rezistă redescoperindu-și credința religioasă.
După trei luni, este transferată la penitenciarul de la Mislea, Prahova, unde se remarcă prin caracterul său ferm, apoi ajunge la Canalul Dunăre-Marea Neagră.
După patru ani de detenție, este eliberată fără a fi niciodată judecată.

## Distribuția
| - Maria Ploae - Nicoleta - Dorina Lazăr - Directorul închisorii - Ecaterina Nazare - Maria Rotaru - Victoria Cociaș - Iulia Lazăr - Romanița Ionescu - Eva Hecht - Mioara Ifrim - Eugenia Maci - Eugenia Bosânceanu - Margareta Pogonat - Tamara Crețulescu - Monica Ghiuță - Ion Pavlescu - Cristina Tacoi - Rodica Ionescu - Coca Zibilianu - Simona Popescu - Rodica Lazăr - Ioana Abur - Monica Mihăescu - Emilia Dobrin - Damian Oancea - Cristian Crețu - Richard Bovnoczki - Nicodim Ungureanu - Vitalie Bantaș - Cerasela Iosifescu - Alexandru Georgescu - Alex Jitea - Marian Bucur - Cătălin Stanciu - Eduard Bănărescu - Ion Grosu - Daniela Minoiu - Maria Teslaru - Zina Fedor - Rada Ixari - Dana Pascariu - Monica Madas - Mirela Oprișor - Mădălina Constantin | - Laura Vasiliu - Dana Nedelcu - Daiana Prundurel - Cristina Colotelo - Doinița Krauss - Lica Gherghinescu - Liviu Manolache — milițianul gardian - Fechim Elias - Voicu Hetel - Lăcrămioara Muscaliuc - Iulia Marcov - Adelaida Zamfira - Frosa Cercel - Simona Pandele - Delia Pătrășcanu - Ioan Ionescu - Bogdan Vânt - Vera Linguraru - Dalina Ionescu - Tania Loredana Diaconu - Mihaela Betiu - Dan Lucaciu - Vlad Jipa - Antonella Zaharia - Ioan Batinas - Marian Mihai Petrini - Andra Maria Mărgineanu - Veronica Gheorghe - Toma Vasile - Carmen Ciorcila - Dana Trifan - George Robu - Robert Radoveanu - George Munteanu - Leonid Donici - Mihai Calotă - Florin Petrini - Radu Niculescu - Gabriela Bobeș - Viorela Caragea |

## Primire
Filmul a fost vizionat de 6.922 de spectatori în cinematografele din România, după cum atestă o situație a numărului de spectatori înregistrat de filmele românești de la data premierei și până la data de 31 decembrie 2014 alcătuită de Centrul Național al Cinematografiei.

## Premii
- Premiul de interpretare feminină acordat de Uniunea Cineaștilor din România, în 2003